# Postsparkassenamt

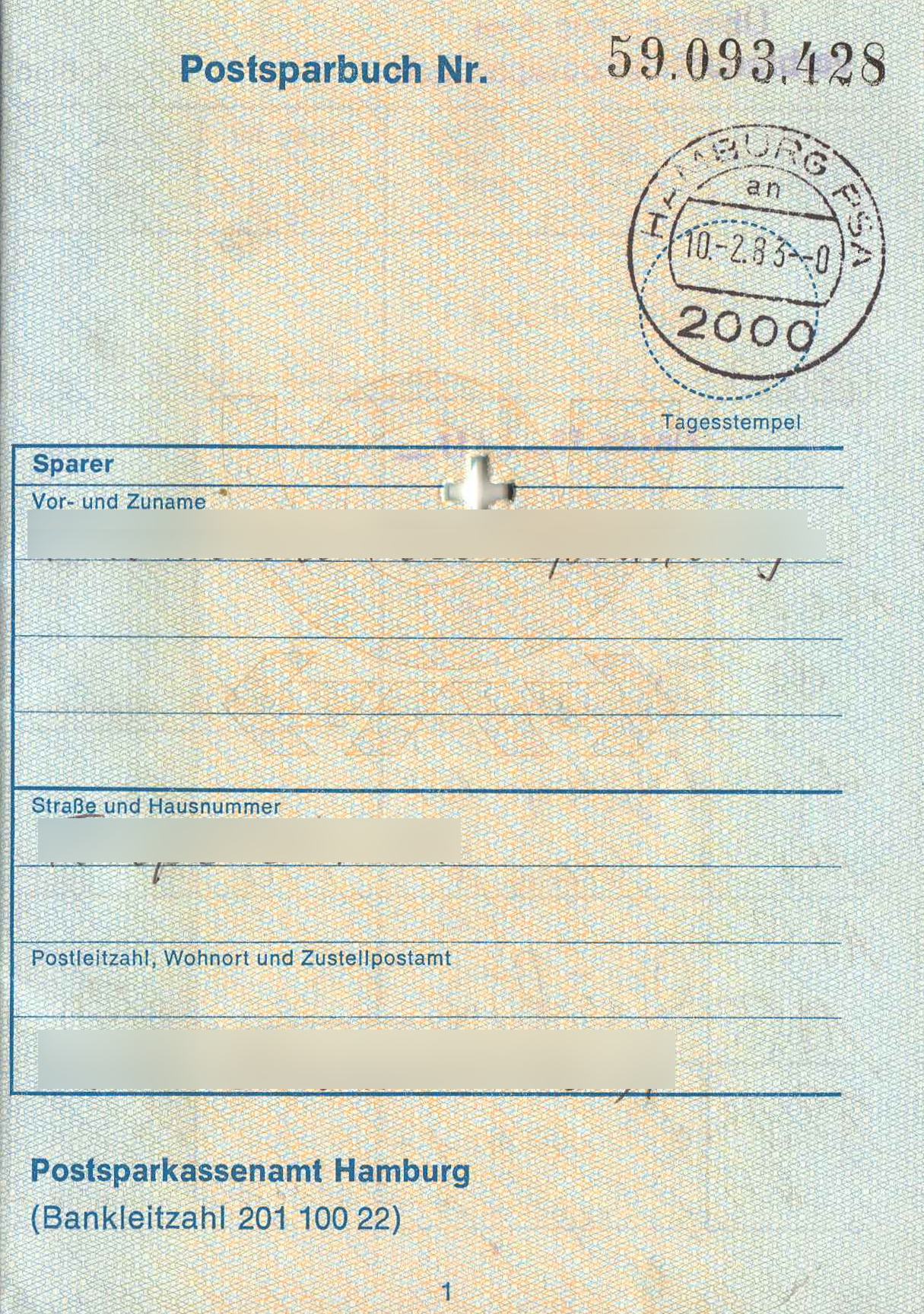
Postsparbuch von 1983, das vom Postsparkassenamt Hamburg geführt wurde

Ein Postsparkassenamt (PSA) war bei der Deutschen Bundespost für die Führung der Konten der ausgegebenen Postsparbücher, die bei den Postämtern erhältlich waren, zuständig.

## Postsparkassenämter Deutschland
- Postsparkassenamt Frankfurt am Main (1945–1946)
- Postsparkassenamt Freiburg im Breisgau (1947–1950)
- Postsparkassenamt Hamburg (Hmb)[1]
- Postsparkassenamt Hannover (1945)
- Postsparkassenamt München (Mchn)[1]
- Postsparkassenamt Reutlingen (1947–1950)
- Postsparkassenamt Speyer (1946–1950)

## Postsparkassenamt Österreich
- Postsparkassenamt Wien. 1883 gegründet. Aus diesem in Österreich bestehenden Betrieb heraus wurde nach dem Anschluss Österreichs 1938 das Postsparkassenwesen auf Deutschland (siehe oben), wo es noch nicht existierte,  ausgedehnt.[2]